# New Line Television
New Line Television war eine US-amerikanische Filmproduktionsgesellschaft mit Sitz in Burbank, Kalifornien. 

## Geschichte
Die Firma wurde 1988 gegründet, um Freddy’s Nightmares zu produzieren, eine Fernsehserie, die auf der Filmreihe Nightmare on Elm Street des Studios basierte. Im Jahr 1990 kaufte New Line eine Mehrheitsbeteiligung an Robert Halmi, Inc. Entertainment, einer Produktionsfirma, die auf Fernsehfilme und Miniserien spezialisiert war. Im Februar 2008 wurde New Line Cinema mit Warner Bros. fusioniert und existierte damit nicht mehr als eigenständige Einheit. Im Gegenzug wurde New Line Television in die Fernsehsparte von Warner Bros. eingegliedert.

## Serien (Auswahl)
- Freddy’s Nightmares
- Court TV: Inside America’s Courts
- The Mask
- Dumb & Dumber
- Mortal Kombat: Defenders of the Realm
- Mortal Kombat: Conquest
- Breaking News
- The Twilight Zone
- Masterminds
- Amish in the City
- Kitchen Confidential
- Blade: The Series
- The Real Wedding Crashers
- Friday: The Animated Series
- High School Confidential
- Family Foreman